# تاتيانا باساليتش
تاتيانا باساليتش (من مواليد 28 ديسمبر 1984) هي لاعبة بوكر كرواتية.

## حياتها
ولدت في غراديسكا، البوسنة والهرسك، إحدى جمهوريات يوغوسلافيا الست السابقة لكنها عاشت في زغرب، كرواتيا منذ شهرين بعد ولادتها. في عمر 19 عامًا، انتقلت إلى الدنمارك، وبدأت تهتم بالبوكر عبر الإنترنت وهي تمارس هذة الرياضة منذ ذلك الحين. بعد أن عاشت في مالطا لأغراض العمل، انتقلت إلى إدنبره، اسكتلندا.
بعد سنوات من العيش في الخارج وجمع المعلومات حول البوكر، بدأت باساليتش طفرة البوكر في بلدها من خلال تثقيف عامة الناس حول البوكر. في عام 2013، انتقلت إلى لندن، المملكة المتحدة، حيث عملت كمقدمة برامج تلفزيونية لقناة البوكر سكاي يو كي.

## التدوين
بعد عملها كمديرة إقليمية لشركة بوكر، ظهرت باساليتش لأول مرة في التدوين في إحدى البطولات في مونت كارلو، بعد الحدث باللغة الإنجليزية. وفي وقت لاحق من ذلك العام، قامت بالتدوين من جولة مالطا للبوكر وبطولة العالم للبوكر. بعد أن لاحظت أن مجتمع البوكر يتشكل في منطقة يوغوسلافيا السابقة، استقالت من وظيفتها وبدأت العمل كمدونة مستقلة، حيث اصطدم منتدها الخاص مع موقع المجتمع الصربي البوسني (Pokernika.com) مما جعلها أول صحفية بوكر كرواتية على الإطلاق.
لقد استثمرت كل مدخراتها في السفر لمتابعة جولة البوكر الأوروبية، وبطولة العالم للبوكر (WSOP) والأحداث المحلية لجلب الأخبار والمقابلات والتحديثات مباشرةً من طاولات البوكر إلى قرائها وأسفرت جهودها عن جذب آلاف القراء.
لقد كتبت أيضًا للبوكر لمجلة بلاي بوي وتقارير لمجلة بوكر أوروبا تحت اسم مستعار كاري ماسون. باساليتش هي مدونة نشطة على موقع بوكر في المملكة المتحدة يسمى على السكك الحديدية (On The Rail). في عام 2011، ظهرت على غلاف مجلة جولة البوكر العالمية لعدد يونيو 2011. في عام 2013، ظهرت على غلاف مجلة بلوف لعدد أغسطس 2013.

## مقدمة تلفزيونية
في يوليو 2009، عرضت عليها شركة يونيبيت بوكر تقديم مدونات الفيديو الكرواتية لموقعها الإلكتروني. حصلت مقاطع الفيديو التي قدمتها وشاركت في إنتاجها مع ماركو بوتراكوفيتش على أكثر من 40,000 مشاهدة وبدأت طفرة في لعبة البوكر في كرواتيا مما أدى إلى كون باساليتش أحد وجوه البوكر الأولى في المجتمع المحلي. قصتها مع شخصية البوكر واللاعبة حفزت العديد من الشباب على اتباع خطواتها.
بعد تغطية الأحداث في وارسو وبودابست، أعلنت باساليتش عن مشاركتها المستقبلية في تقديم العروض مع يونيبيت في جميع بطولاتها طوال عام 2010. وفي مارس 2010، انضمت إلى كارا سكوت، فريق بارتي بوكر تيم برو، كمقدمة خلال بطولة العالم المفتوحة الرابعة للسيدات والموسم الرابع. من لعبة حزب بوكر "لعبة كبيرة" التي يتم بثها على تلفزيون المملكة المتحدة.
في مايو 2010، انضمت تاتيانا إلى فريق جولة البوكر العالمية في أوروبا كمضيفة مدونة وجزء من فريق التواصل الاجتماعي المسؤول عن التغطية المباشرة. مع بداية الصيف، شاركت في عرض بوكر أوروبا الشرقية الذي نظمه بوكر إمالة كاملة والذي يسمى واجه المحترفين حيث تولت دور المذيعة والمنتجة.
وقعت أيضًا لمواصلة التعاون مع بطولة يونيبيت المفتوحة لموسم 2011 كوجه أمامي. انضمت إليهم كضيف شرف في فبراير 2011. انضمت إلى موقع CalvinAyre.com كمراسلة بوكر في يونيو 2011. في أغسطس 2013، أصبحت باساليتش مقدمة تلفزيونية لقناة سكاي بوكر تي في، حيث استضافت عروضًا حية في الاستوديو لمدة 5 ساعات وتقارير من جولة سكاي بوكر التي أقيمت في جميع أنحاء المملكة المتحدة.

## رياضة البوكر
في مايو 2011، انضمت باساليتش إلى فريق بودوج. ظهورها في بطولة العالم للبوكر (WSOP) لعام 2011، إلى جانب دورها المستمر كمقدمة، وضعها في المرتبة الأولى في قائمة مجلة بطولة العالم للبوكر لأكثر 20 فتاة جاذبية في البوكر. استمرت الجوائز في نهاية العام عندما أطلق عليها قراء مجلة بطولة العالم للبوكر لقب "شخصية العام" في جوائز اختيار القراء.
في مايو 2012، جددت تاتيانا عقدها مع بودوج وموقع CalvinAyre.com كشخصية بوكر ومقدمة برامج تلفزيونية. أثناء لعبها في الحدث الرئيسي الثاني لها في بطولة العالم للبوكر (WSOP)، أحدثت ضجة كبيرة من خلال ارتداء بدلة قطط، نتيجة خسارتها رهانًا أمام صديقها، لاعب البوكر المحترف ماكلين كار.
لعبت باساليتش الحدث الرئيسي في بطولة العالم للبوكر (WSOP) في عام 2013، مما جعل اليوم الثاني للسنة الثالثة على التوالي. في يوليو 2013، تركت تاتيانا فريق بودوج وانضمت بالكامل إلى موقع CA.com كمراسلة/مساهمة في سوق البوكر الآسيوي والأوروبي. في مايو 2015، انضمت باساليتش إلى فريق البث المباشر لبطولة العالم للبوكر كمراسلة.